# 어떤 안녕
《어떤 안녕》은 2014년 2월 17일부터 2014년 2월 25일까지 방송된 드라마큐브에서 방송되었던 단편 드라마이다.

## 등장 인물

### 주요 인물
- 서인국 : 안영모 역
- 왕지원 : 서하나 역

### 그 외 인물
- 최대훈 : 준석 역
- 오초희 : 제니 역
- 이동진 : 정수 역
- 최성민 : 이 형사 역

### 특별출연
- 이용녀 : 여기사 역
- 홍경연 : 전단지 아줌마 역